# Ebb Tide/El reloj
Ebb Tide/El reloj è un 45 giri promozionale della cantante italiana Mina, pubblicato dall'etichetta discografica Ri-Fi nel 1969.

## Il disco
Secondo dei tre 45 giri riposti in una confezione "Disco Strip" venduta solo in edicola, che contiene esclusivamente singoli con canzoni di Mina:
- STP 92003/1 disco 1: Tu non mi lascerai/Quando vedrò
- STP 92003/2 disco 2: Ebb Tide/El reloj [4]
- STP 92003/3 disco 3: Tu non credi più/Nel fondo del mio cuore

## Ebb Tide
Cover di un classico del repertorio di molti artisti stranieri; la cui prima versione su singolo e album omonimo di Frank Chacksfield risale al 1953. Molto nota anche quella di Frank Sinatra dall'album Frank Sinatra Sings for Only the Lonely del 1958. La canzone, mai tradotta o incisa in italiano da Mina, fa parte degli album Studio Uno 66 e Mina 2, entrambi pubblicati nel 1966.
Una versione dal vivo tratta dalla trasmissione televisiva Studio uno del 1966, penultima puntata (18 giugno) del ciclo di 4 che vedeva la cantante protagonista, è contenuta nel DVD Gli anni Rai 1966-1967 Vol. 7, che fa parte di un cofanetto monografico in 10 volumi pubblicato da Rai Trade e GSU nel 2008.

## El reloy
Altra cover, questa volta di un brano in spagnolo inciso da Lucho Gatica nel 1958. Anche qui non esiste una versione in italiano di Mina e la canzone ri-comparirà soltanto nella raccolta su CD España, mi amor... (1992).

## Tracce
Lato A
1. Ebb Tide – 2:43 (testo: Carl Sigman – musica: Robert Maxwell; edizioni musicali Curci) – 1966

Lato B
1. El reloy – 2:46 (Roberto Cantoral; edizioni musicali Southern)